# Jurja iz Clermonta
Sveta Jurja iz Clermonta (tal. Giorgia, eng. Georgia) († Clermont-Ferrand, Francuska, oko 500.) - francuska časna sestra; časti se kao svetica u Katoličkoj Crkvi, koja obilježava njen dan 15. veljače.
Jedina vijest o njoj dolazi spisa svetog Grgura iz Toursa, koji je spominje u svojoj knjizi De Gloria confessorum; odbila se vjenčati, provela je život u pustinji, moleći i posteći. Takve osobe zovu se anahoreti. Iz religijskih razloga povuke se iz svjetovnog društva kako bi imali asketski život posvećen stalnoj molitvi. 
Prema legendi, tijekom njena pogreba jato golubova sletjelo je na lijes koji je nošen u procesiji do groblja. Jato je bilo nad grob ostatak dana. Njeni posmrtni ostaci su u crkvi u Clermontu.